# Vasílios Goúmas
Vasílios « Vasílis » Goúmas (grec moderne : Βασίλειος «Βασίλης» Γκούμας), né le 15 novembre 1946, est un ancien joueur de basket-ball grec. Il évolue au poste d'ailier fort-pivot.